# Les Séducteurs (film, 1980)
Pour les articles homonymes, voir Les Séducteurs.
Pour plus de détails, voir Fiche technique et Distribution.
Les Séducteurs (I seduttori della domenica) est un film franco-italien sorti en 1980 et constitué de quatre sketches réalisés par Bryan Forbes, Édouard Molinaro, Dino Risi et Gene Wilder.

## Résumé
L'action se situe dans les pays d'origine des metteurs en scène.
Angleterre (Maître en la demeure) : Le chauffeur d'un lord se fait passer pour son patron afin de charmer les hôtesses de l'air qu'il invite dans le château de son maître.
France (La méthode française) : un PDG reçoit à Paris un Américain en vue de signer un important contrat. De plus, cet homme d'affaires voudrait séduire l'hôtesse du PDG.
États-Unis (Skippy) : Le patient d'un asile psychiatrique trouve une jeune femme complaisante pour l'aider à résoudre ses problèmes sexuels.
Italie (Le carnet d'Armando) : Un séducteur retrouve un vieux carnet d'adresses et cherche à renouer avec ses anciennes maîtresses.

## Fiche technique
- Titre original : Les Séducteurs[1]
- Titre italien : I seduttori della domenica
- Sociétés de production : Viaduc Productions, Medusa Film
- Pays de production :  France -  Italie[1],[2]
- Sorties : 
  - Italie : 31 octobre 1980
  - France : 17 décembre 1980

## Distribution
Sketch 1"Maître en la demeure"
- Roger Moore (VF : Claude Bertrand) : Harry Lindon
- Denholm Elliott (VF : Jacques Ciron) : Stanley Parker
- Lynn Redgrave (VF : Nadine Alari) : Lady Davina
- Priscilla Barnes (VF : Frédérique Tirmont) : Donna Anderson

NB : la voiture conduite par Roger Moore, est en fait la Rolls-Royce la plus filmée dans l'histoire. Numéro de chassis SRH2971.
Sketch 2"La méthode française"
- Lino Ventura : François Quéroles
- Robert Webber : Henry Morrison
- Catherine Salviat : Christine
- Pierre Douglas : Levègue
- Gérard Croce : Cazaux
- Michèle Montel : l'épouse de François
- Madeleine Barbulée : la belle-mère

Sketch 3"Skippy"
- Gene Wilder (VF : Serge Lhorca) : Skippy
- Kathleen Quinlan (VF : Janine Forney) : Lauri
- Diane Crittenden (VF : Danielle Volle) : Maggie

Sketch 4"Le carnet d'Armando"
- Ugo Tognazzi (VF : Jacques Deschamps) : Armando Tognato
- Rossana Podestà (VF : Béatrice Delfe) : Clara
- Sylva Koscina (VF : Jacqueline Cohen) : Zaüra
- Beba Loncar (VF : Evelyn Selena) : Marisa
- Catherine Spaak : Carletta
- Milena Vukotic (VF : Annie Balestra) : Nora